# Péninsule de la Trinité
La péninsule de la Trinité ou péninsule Trinity (en anglais : Trinity Peninsula) est une péninsule  située à l'extrémité de la terre de Graham, partie terminale de la péninsule Antarctique, en Antarctique. 

## Localisation
Le détroit de Bransfield la sépare de l'archipel des Shetland du Sud et le détroit Antarctique du groupe des îles Joinville. Au sud, le chenal Prince Gustav (en) la sépare de l'archipel de James  Ross.
Elle porte ce nom en référence au service gestionnaire des phares britanniques : le Trinity House de Londres.

## Bases antarctiques
Trois bases sont implantées sur la péninsule : 
- Esperanza et Ruperto Elichiribehety dans la baie Hope à l'extrémité de celle-ci ;
- Bernardo O'Higgins sur la péninsule Schmidt au cap Legoupil sur la rive nord.